# Supercopa d'Espanya de futbol femenina
La Supercopa d'Espanya Femenina és una competició esportiva de clubs espanyols de futbol femení, creada la temporada 2019-20. De caràcter anual, està organitzada per la Real Federació Espanyola de Futbol. Hi participen el campió i subcampió de la Copa de la Reina de Futbol i els dos primers classificats de la Primera Divisió Femenina d'Espanya disputant una fase final en format de final a quatre en una seu neutral.
Històricament, van disputar-se quatre edicions de la competició entre 1997 i 2000, on hi competien el campió de Lliga i el de Copa de la Reina en una final a doble partit. El Llevant UE va guanyar dues de les quatre edicions celebrades, tanmateix, avui dia la oficialitat d'aquestes edicions encara queda discutida.

## Format
A la final a quatre participen els dos equips finalistes de la Copa de la Reina de Futbol i els dos primers classificats de Primera Divisió Femenina d'Espanya. En cas de coincidència, accedirà a la Supercopa el millor classificat en Lliga que no hagi disputat la final de la Copa de la Reina. Es jugaran unes semifinals i final. En les semifinals juguen el campió de Copa del Reina contra el subcampió de Lliga i el campió de Lliga contra el subcampió de Copa del Reina.

## Historial
|                                       | Campió de la Lliga Femenina      |
|                                       | Campió de la Copa de la Reina    |
| En negreta                            | Equip guanyador                  |
| (1)                                   | Nombre de títols                 |
| (pro.)                                | Pròrroga                         |
| (p.)                                  | Penals                           |
| (A.)                                  | Regla dels gols en camp contrari |
| Nota: Noms dels equips segons l'època |                                  |

| Edició                                                    | Temp.   | Data       | Campió                 | Resultat       | Subcampió               | Seu                                     | refs        |
| --------------------------------------------------------- | ------- | ---------- | ---------------------- | -------------- | ----------------------- | --------------------------------------- | ----------- |
| No oficial                                                | 1997-98 | N/D        | Sant Vicent CFF        | 2-5 / 1-2      | RCD Espanyol            | Final a doble partit                    | [ 4 ]       |
| No oficial                                                | 1998-99 | N/D        | CA Màlaga              | 4-3 / 1-0 (A.) | SD Lagunak              | Final a doble partit                    | [ 3 ] [ 6 ] |
| No oficial                                                | 1999-00 | N/D        | Eibartarrak FT         | 3-0 / 0-5      | CD Oroquieta Villaverde | Final a doble partit                    | [ 7 ]       |
| No oficial                                                | 2000-01 | N/D        | Llevant UE             | 5-1 / 1-2      | CFF Puebla              | Final a doble partit                    | [ 4 ]       |
| torna a disputar-se la temporada 2019-20 de forma oficial |         |            |                        |                |                         |                                         |             |
| I                                                         | 2019-20 | 09-02-2020 | FC Barcelona (1)       | 10-1           | Reial Societat          | Estadi Helmántico, Villares de la Reina | [ 8 ]       |
| II                                                        | 2020-21 | 16-01-2021 | Atlético de Madrid (1) | 3-0            | Llevant UE              | Estadi dels Jocs Mediterranis, Almeria  | [ 9 ]       |
| III                                                       | 2021-22 | 23-01-2022 | FC Barcelona (2)       | 7-0            | Atlético de Madrid      | Ciudad del Fútbol, Las Rozas de Madrid  | [ 10 ]      |
| IV                                                        | 2022-23 | 22-01-2023 | FC Barcelona (3)       | 3-0            | Reial Societat          | Estadi romà José Fouto, Mèrida          | [ 11 ]      |
| V                                                         | 2023-24 | 20-01-2024 | FC Barcelona (4)       | 7-0            | Llevant UE              | Estadi Municipal de Butarque, Leganés   | [ 12 ]      |
| VI                                                        | 2024-25 | 26-01-2025 | FC Barcelona (5)       | 5-0            | Reial Madrid            | Estadi Municipal de Butarque, Leganés   | [ 13 ]      |

## Palmarès
| Equip                  | Campió | Subcampió | Finals | Anys campió                                 | Anys subcampió   |
| ---------------------- | ------ | --------- | ------ | ------------------------------------------- | ---------------- |
| Futbol Club Barcelona  | 5      | 0         | 5      | 2019-20, 2021-22, 2022-23, 2023-24, 2024-25 | —                |
| Club Atlètic de Madrid | 1      | 1         | 2      | 2020-21                                     | 2021-22          |
| Reial Societat         | 0      | 2         | 2      | —                                           | 2019-20, 2022-23 |
| Llevant Unió Esportiva | 0      | 2         | 2      | —                                           | 2020-21, 2023-24 |
| Reial Madrid           | 0      | 1         | 1      | —                                           | 2024-25          |